# SEPT7
SEPT7‏ (Septin 7) هوَ بروتين يُشَفر بواسطة جين SEPT7 في الإنسان.